# Pagoda Čaiktijo
Pagoda Čaiktijo (Kyaiktiyo) (burmansko ကျိုက်ထီးရိုးဘုရား, izgovor: [tɕaiʔtʰíjó pʰəjá], znana tudi kot Zlata skala, je znano budistično romarsko mesto v Mjanmarju. To je majhna pagoda (7,3 m), zgrajena na vrhu granitnega balvana, prekrita z zlatimi listi, ki jih lepijo  privrženci. Po legendi je Zlata skala sama nevarno sedela na šopu Budovih las. Zdi se, da uravnoteženje skale premaguje gravitacijo, saj imaš ves čas občutek, da bo padla. Skala in pagoda sta na vrhu gore Čajktijo. To je tretje najpomembnejše budistično romarsko mesto v Mjanmarju za pagodo Švedagon in pagodo Mahamuni. Že sam pogled na Zlato skalo, ki »kljubuje gravitaciji«, naj bi bil navdih za kogar koli, da se spreobrne v budizem.

## Etimologija
V monščini beseda »čaik« (ကျာ ်) pomeni pagoda in jo (ယဵု) pomeni »nosi na puščavnikovi glavi«. Beseda ithi (iz palija - risi) pa pomeni »puščavnik«. Tako čaik-htijo pomeni »pagoda na puščavnikovi glavi«.

## Legenda
Legenda, povezana s pagodo, je, da je Buda na enem svojih številnih obiskov dal pramen las puščavniku Taik Taju. Puščavnik je Budov pramen las skril med svoje lase in jih dal kralju z željo, da jih skrije v skalo, oblikovano kot puščavnikova glava. Kralj, ki je podedoval nadnaravne moči po svojem očetu, ki je bil alkimist, njegova mati pa nāga, princesa kača zmaj, je našel skalo na dnu morja. S pomočjo Tagjamina, kralja nebes Tavadeinta v budistični kozmologiji, je našel idealen kraj,  Čaiktijo, za postavitev zlatega kamna in gradnjo pagode, v kateri je shranil pramen las. Prav ta po legendi preprečuje skali, da bi zgrmela navzdol po hribu. Jadrnica, ki je bila uporabljena za prevoz skale, se je spremenila v kamen. Romarji ga častijo in je približno 300 metrov od Zlate skale. Znana je kot pagoda Čauktanban ali stupa (dobesedni pomen: stupa kamniti čoln).
Legenda tudi omenja, da romarji prirejajo romanje s trekingom od baznega tabora Kinpun trikrat zaporedoma v enem letu, da bi bili blagoslovljeni z bogastvom in priznanjem.

## Geografija
Pagoda je v bližini kraja Čaikto v državi Mon v severnem delu obale Tenaserim. Zlata skala je na nadmorski višini 1100 metrov na vrhu hriba Čaiktijo (znan tudi kot hribi Kelasa ali gore vzhodne Jome), na grebenu gore Paung-laung vzhodne Jome. Kraj leži  210 kilometrov  od Jangona. Ob vznožju hriba Čaiktijo, v oddaljenosti 16 km, leži vas Kinpun. Ta je najbližje pagodi Čaiktijo. Od tu se začne pohodna pot ali cesta na Zlato skalo. Tu so  številne granitne skale, ki stojijo v negotovem položaju. Na vrhu gore dva velika leva čuvata vhod v pagodo. Do tu, točka se imenuje Jatetaung, se pride z vozili, nato pa se romarji in obiskovalci povzpnejo na Zlato skalo bosi, potem ko sezujejo svojo obutev po burmanskem običaju. Tlakovana gorska steza, zgrajena leta 1999, od avtobusnega terminala na Jatetaungu, je po prašnem odseku s kioski na obeh straneh in vzponom 1,2 km do Zlate skale, trda in traja približno eno uro. Pot iz baznega tabora v Kinpunu do pagode je dolga približno 11 kilometrov. Mnogo romarjev opravi to pot kot del romarskih obredov. So tudi številni templji in pagode, ki so bile zgrajene pred kratkim na drugih hribih v bližini te pagode, ki jih obiskujejo romarji in turisti po treking pešpoti.

## Zgradba
Skala, ki se zlato blešči in jo imenujejo Zlata skala, na kateri je bila zgrajena majhna pagoda Čaiktijo, je visoka približno 7,6 m, njen obseg je 15 m. Pagoda nad skalo je visoka približno 7,3 m. Skala sedi na naravni skalni plošči, ki se zdi, da je naravno oblikovana. Ta granitna skala leži na nagnjeni ravnini z zelo majhno stično površino. Zlata skala in skalna plošča, na katero se naslanja, sta neodvisni druga od druge; Zlata skala je previsna na polovici svoje dolžine in leži na skrajnem koncu nagnjene površine. Od tam je povsem navpična stena do doline. Osnovo skale obkroža listje v obliki lotosa. Do pagode vodi stopnišče, na katerem je več razglednih ploščadi, pagod, Budovih svetišč in natov (duhov, povezanih z budizmom svetišč). Zlata skala je glavna privlačnost za romarje, ki tukaj molijo in tudi lepijo zlate lističe na skalo v znamenje čaščenja. Nedaleč stran je krog gongov s štirimi kipi natov in angelov v središču.
Glavni trg blizu Zlate skale ima veliko lokalov z verskimi pripomočki za čaščenje in darovanje romarjev. Območje trga meji na Potemkinovo vas, v kateri so restavracije, trgovine s spominki in gostišča. Na nižji ravni je bila zgrajena nova terasa, iz katere je lep pogled na skalo in pagodo.

## Romanje
Pagoda Čaiktijo ali Zlata skala sta postali priljubljena romarska in tudi turistična točka. Na vrhuncu romarske sezone, od novembra do marca, je vzdušje predanosti na višku. Zlata skala se blešči v različnih odtenkih od zore do mraka (pogledi ob zori in ob sončnem zahodu so enkratni), napevi romarjev odmevajo v svetišču. Osvetlitev s svečami, meditacija in darovanje Budi se nadaljujejo vso noč. Moški prečkajo most čez prepad, da bi lahko nalepili zlate lističe (kvadratne oblike) na steno skale, v globokem čaščenju. Ženske pa se ne smejo dotakniti skale, tako ne morejo prečkati mostu. Romarji iz vseh regij Mjanmarja, pa tudi nekaj tujih turistov obišče tudi pagodo. Tudi invalidi, ki so neomajni v svoji želji priti do Zlate skale, hodijo tja z berglami. Stare ljudi, ki se ne morejo povzpeti, nosijo na nosilih nosači. Polna luna na dan tabaung v marcu je posebna priložnost za romarje, ki obiščejo svetišče. Ta dan je pagoda osvetljena z 90.000 svečami kot ponižna daritev Budi. Obiskovalci pagode darujejo tudi sadje, hrano in kadilo.

## Galerija
- "Avtobus" na postaji Čaiktijo
- Cesta na hrib
- Čaiktijo ponoči
- Stereoskopski pogled, 1900